# Герб Іспанії
Ге́рб Іспа́нії — офіційний герб королівства Іспанія. На ньому представлені всі королівства, які об'єдналися в сучасній Іспанії: Кастилія представлена золотим замком на червоному тлі; Леон, Астурія і Галісія — коронованим пурпуровим левом на срібному тлі; Арагон, Каталонія і Балеарські острови — чотирма червоними смугами на золотому фоні; Наварра — у вигляді ланцюгів на червоному полі; Андалусія зображена у вигляді граната, оскільки в Іспанії він виростає в основному тільки на землях Гранади — останньої мусульманської держави, захопленої християнськими королями в ході Реконкісти; гербова лілія представляє короля і його сім'ю, а корона, що вінчає герб, — знак того, що Іспанія — королівство; колони символізують Гераклові Стовпи, так раніше називали Гібралтар, який свого часу вважався краєм світу. Девіз «Plvs Vltra» — латиною «далі за межу» (до відкриття Америки Колумбом: Non Plvs Vltra — латиною «далі нікуди», тому що Гераклові стовпи вважалися кінцем світу).

## Елементи

Замок. Кастилія.
Лев. Леон.
Смуги. Арагон.
Ланцюг. Наварра.
Гранат. Гранада.
Лілії. Бурбони.

## Історія

XIII ст.
XIV ст.
XV ст.
XVI ст.
1492-1504
1506
1530-1556
1556-1558
1558-1580
1580-1668
1668-1700
1700-1761
1761-1868, 1874-1931
1931-1939
1939-1945
1945-1977
1977-1981